# The War on Errorism
The War on Errorism ist das neunte Studioalbum der amerikanischen Punkrockband NOFX. Es wurde am 6. Mai 2003 über Fat Wreck Chords veröffentlicht.

## Hintergrund
Das Album wurde 2003 aufgenommen, nachdem die Band Epitaph Records im Jahr 2001 verlassen hatte, als Nachfolger von Pump Up the Valuum aus dem Jahr 2000. Im September 2002, nach 13 Wochen ununterbrochener Welttournee, begann die Band, Material für ihr nächstes Album zu schreiben. Am 26. November wurde berichtet, dass NOFX Epitaph Records verließ und plante, ihr nächstes Album über Fat Wreck Chords zu veröffentlichen, das vorläufig den Titel Our Second Best Album trug. Am 9. Dezember wurde der Titel des Albums in The War on Errorism geändert. Weitere in dieser Zeit aufgenommene, aber nicht auf dem Album veröffentlichte Songs sind: Jaw, Knee, Music, One Way Ticket to Fuckneckville (Keyboard-Version), Glass War, Idiot Son of an Asshole, 13 Stitches (akustisch) sowie Hardcore 84.
Das Album nimmt US-Präsident George W. Bush ins Visier und kritisiert ihn und seine Politik, während auf dem Cover eine Cartoon-Version des Präsidenten als Clown zu sehen ist. Auf der Rückseite des Coverhefts und der Auslaufrille der Platte steht die Überschrift „Somewhere in Texas there is a village without its idiot“ („Irgendwo in Texas gibt es ein Dorf ohne seinen Idioten“). Der Titel ist ein Wortspiel mit The War on Terrorism, den Bush ausgerufen hatte und bedeutet in etwa „Krieg gegen die Fehlerhaftigkeit“, womit die wahrgenommene Fehlerhaftigkeit von Bushs Politik gemeint ist.
Mattersville wurde ursprünglich auf Fat Music Volume 6: Uncontrollable Fatulence veröffentlicht. Einige Songs aus The War on Errorism waren auf der zuvor veröffentlichten EP Regaining Unconsciousness enthalten.

## Veröffentlichung
Am 19. März 2003 wurde Idiots Are Taking Over auf der Website des Labels veröffentlicht, zwei Tage später folgte das Cover des Albums. NOFX veröffentlichte zudem am 25. März 2003 die EP Regaining Unconsciousness. The War on Errorism wurde am 6. Mai 2003 über Fat Wreck Chords veröffentlicht. Das Album wurde als Enhanced-CD veröffentlicht und enthält eine Einführung von Fat Mike und Eric Melvin, einen 8-minütigen Trailer zum Film Unprecedented: The 2000 Presidential Election, ein Musikvideo zu Franco Un-American und ein Live-Video des Liedes Idiot Son of an Asshole. Im Mai und Juni tourte die Band im Rahmen der Deconstruction Tour durch Europa. Am 5. Juni spielte die Band in der Fernsehsendung 54321. Die Band spielte auch im März 2004 einige US-Shows, bevor sie im Rahmen der Punkvoter Tour die Westküste bereiste. Anschließend begab sie sich im Mai 2004 mit Swingin' Utters und the Epoxies auf eine Europatournee. NOFX trat am 10. August 2004 bei Late Night mit Conan O’Brien auf. Die Band sollte auf der Warped Tour auftreten, was jedoch dadurch verhindert wurde, dass Fat Mike und seine Frau im August 2004 ein Kind erwarteten.

## Rezeption
Das Lied Franco Un-American war die erste Single, die bei großen Radiosendern in den Vereinigten Staaten einigen Airplay hervorrief. Für das Lied wurde auch ein Musikvideo erstellt.
In einer Rezension auf AllMusic schrieb Rezensent Johnny Loftus: „Musikalisch verbinden NOFX ihren politischen Zynismus mit Kritik am Punkrock selbst und suggerieren, dass das Beste für alle Kinder und Bands darin bestehen könnte, die Reihen zu schließen und eine eigene kleine Hardcore-Community zu gründen. Irrationality of Rationality und Franco Un-American – zwei der melodischsten und eingängigsten Songs des Albums – sind auch die beiden bissigsten Kommentare auf The War on Errorism.“ Die Bewertung lag bei vier von fünf.
Das Album erreichte Platz eins der Billboard Independent Albums-Charts sowie Platz 44 in den Billboard Top 200.

## Titelliste
Alle Titel wurden von Fat Mike geschrieben.
| No.          | Titel                                    | Länge |
| ------------ | ---------------------------------------- | ----- |
| 1.           | "The Separation of Church and Skate"     | 3:10  |
| 2.           | "The Irrationality of Rationality"       | 2:32  |
| 3.           | "Franco Un-American"                     | 2:25  |
| 4.           | "Idiots Are Taking Over"                 | 3:23  |
| 5.           | "She's Nubs"                             | 2:05  |
| 6.           | "Mattersville"                           | 2:29  |
| 7.           | "Decom-poseur"                           | 2:54  |
| 8.           | "Medio-core"                             | 3:05  |
| 9.           | "Anarchy Camp"                           | 2:54  |
| 10.          | "American Errorist (I Hate Hate Haters)" | 1:52  |
| 11.          | "We Got Two Jealous Agains"              | 2:04  |
| 12.          | "13 Stitches"                            | 1:55  |
| 13.          | "Re-gaining Unconsciousness"             | 2:39  |
| 14.          | "Whoops, I OD'd"                         | 2:50  |
| Gesamtlänge: | Gesamtlänge:                             | 36:16 |

- Auf dem LP-Backcover ist der Titel "Decom-poseur" fälschlich "Decom-posuer" geschrieben.